# Атагюн Ялчинкая
Атагюн Ялчинкая (тур. Atagün Yalçınkaya; нар. 14 грудня 1986, Анкара) — турецький професійний боксер, срібний призер Олімпіади 2004.

## Спортивна кар'єра
Ялчинкая займався боксом з юних років і займав призові місця в змаганнях серед школярів та юнаків.
2004 року взяв участь в чемпіонаті Європи серед дорослих і програв в 1/16 угорцю Палу Бедак — 11-27.
Найбільшого успіху в своїй кар'єрі Атагюн досяг на Олімпійських іграх 2004, де в категорії до 48 кг зайняв друге місце.
- У першому раунді переміг Холлі Катонголе (Уганда) — 22-7
- У другому раунді переміг Джейхуна Абієва (Азербайджан) — 23-20
- У чвертьфіналі переміг Альфонсо Пінто (Італія) — 33-24
- У півфіналі несподівано для всіх переміг чемпіона світу (2003) та чемпіона Європи (2004) росіянина Сергія Казакова — 26-20
- У фіналі в напруженому поєдинку програв кубинському майстру Яну Бартелемі — 16-21

Ялчинкая став наймолодшим спортсменом Туреччини, який завойовував олімпійську нагороду.
2005 року Атагюн піднявся в категорію до 51 кг і виграв Середземноморські ігри, але на чемпіонаті світу після перемоги в першому бою над Анджєєм Ржаним (Польща) в наступному програв Георгію Балакшину (Росія) — 15-36.
На чемпіонаті Європи 2006 програв Стюарту Ленглі (Велика Британія).
Ялчинкая не зміг здобути путівку на Олімпійські ігри 2008 і розпочав виступи на професійному рингу. За 2008 рік провів 4 поєдинки, в яких здобув чотири перемоги.